# Andreas Voßkuhle
Andreas Voßkuhle (Detmold, 21 dicembre 1963) è un giurista tedesco, presidente della Corte costituzionale federale dal 16 marzo 2010 al 6 marzo 2020; dal 2008 al 2010 ne era stato vicepresidente.